# Motörhead (musikalbum)
Motörhead är debutalbumet av den brittiska hårdrocksgruppen Motörhead, utgivet 1977 på Chiswick Records.

## Låtlista
| 1. | Motorhead               | Ian Kilmister                                 | 3:13 |
| 2. | Vibrator                | Larry Wallis, Des Brown                       | 3:39 |
| 3. | Lost Johnny             | Kilmister, Mick Farren                        | 4:15 |
| 4. | Iron Horse/Born to Lose | Phil Taylor, Mick Brown, Guy "Tramp" Lawrence | 5:21 |

| 5. | White Line Fever         | Eddie Clarke, Kilmister, Taylor      | 2:38 |
| 6. | Keep Us on the Road      | Clarke, Kilmister, Taylor, Farren    | 5:57 |
| 7. | The Watcher              | Kilmister                            | 4:30 |
| 8. | The Train Kept A-Rollin' | Tiny Bradshaw, Howard Kay, Lois Mann | 3:19 |

| 9.  | City Kids                      | Wallis, Duncan Sanderson               | B-sida på "Motorhead"          | 3:24 |
| 10. | Beer Drinkers and Hell Raisers | Billy Gibbons, Dusty Hill, Frank Beard | Beer Drinkers and Hell Raisers | 3:27 |
| 11. | On Parole                      | Wallis                                 | Beer Drinkers and Hell Raisers | 5:57 |
| 12. | Instro (Instrumental)          | Clarke, Kilmister, Taylor              | Beer Drinkers and Hell Raisers | 2:27 |
| 13. | I'm Your Witchdoctor           | John Mayall                            | Beer Drinkers and Hell Raisers | 2:58 |

## Medverkande
- Lemmy Kilmister – sång, bas
- Eddie Clarke – gitarr
- Phil Taylor – trummor